# Noroez
Noroez (Perzisch: نوروز, Koerdisch: نەورۆز, Azerbeidzjaans: Novruz bayramı, betekenis: [De] nieuwe dag) is een overwegend Iraans  of Perzisch nieuwjaarsfeest.
Het festival wordt op of rond 21 maart gevierd. Sinds 2009 staat Noroez vermeld op de lijst van meesterwerken van het orale en immateriële erfgoed van de mensheid. In 2010 heeft de Algemene Vergadering van de Verenigde Naties 21 maart erkend als de Internationale Dag van Noroez en beschreven als een lentefeest van Perzische oorsprong.
Het feest wordt in onder meer Iran (Perzië), Koerdistan, Azerbeidzjan, Tadzjikistan en Afghanistan gevierd op de dag van de lentenachtevening. Op het noordelijk halfrond is dat het begin van de lente. In de genoemde landen is Noroez het grootste feest van het jaar. Het is de dag dat mensen nieuwe kleren aantrekken, lekkere hapjes eten, bij elkaar op bezoek gaan en cadeautjes weggeven. Het is een feest waarvoor de huizen grondig worden schoongemaakt en versierd met bloemen, slingers en allerlei mooie voorwerpen.
Noroez dateert van lang voor de komst van de islam. Van oorsprong is het een zoroastristische feestviering waarvan aannemelijk is dat Zarathustra de grondlegger ervan is. Het is een nationale feestdag in landen als Iran, Afghanistan, Oezbekistan, Tadzjikistan, India, Kirgizië, Pakistan, Azerbaijan en Kazachstan. Tevens wordt het gevierd door Koerden in Irak, Turkije en Syrië. Noroez is ook een heilige dag voor volgelingen van het zoroastristisch soefisme en het bahaigeloof.
Noroez betekent de terugkeer van de zon en van het licht. Het betekent een nieuw begin, net als het nieuwjaarsfeest op 1 januari in onder meer Europa. En net als hier de dag voor het nieuwjaarsfeest vaak wordt gebruikt om het afgelopen jaar te herdenken, wordt ook in die landen en daarbuiten de tijd voor Noroez gebruikt om te denken aan de overledenen. Noroez is daarom meer dan een nieuwjaarsfeest; het is ook een moment van loutering en verzoening, van dood en leven, en van de hoop op een nieuw begin en een beter leven.
Rondom Noroez bestaan verschillende festiviteiten. Het springen over zeven vuren een aantal dagen vóór Noroez, de feesten van Noroez zelf en het vieren van Siezda Bedar (dertiende dag) zijn onderdelen daarvan.

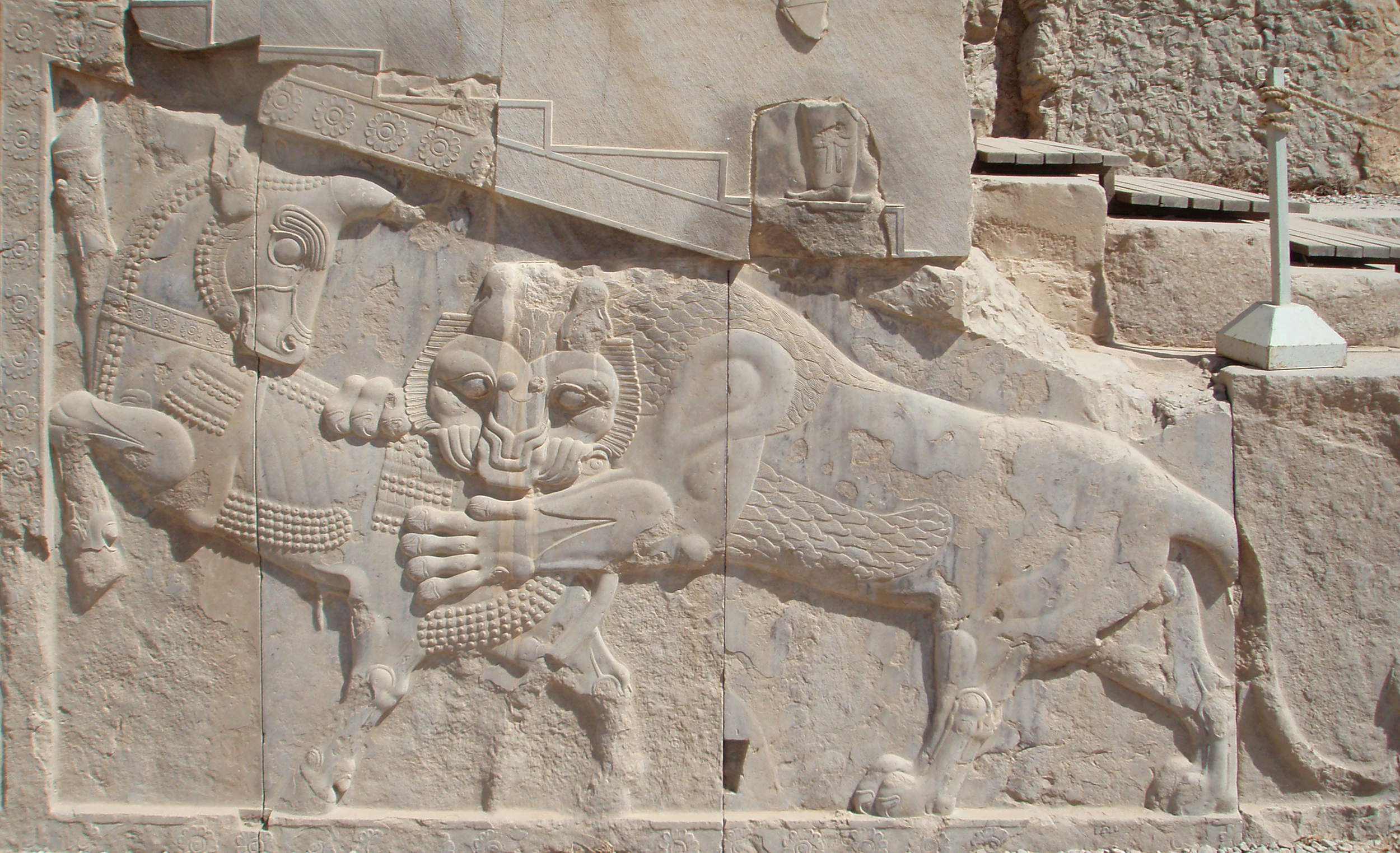
Tijdens het lentepunt is de kracht van de stier (aarde) even groot als de kracht van de leeuw (zon)
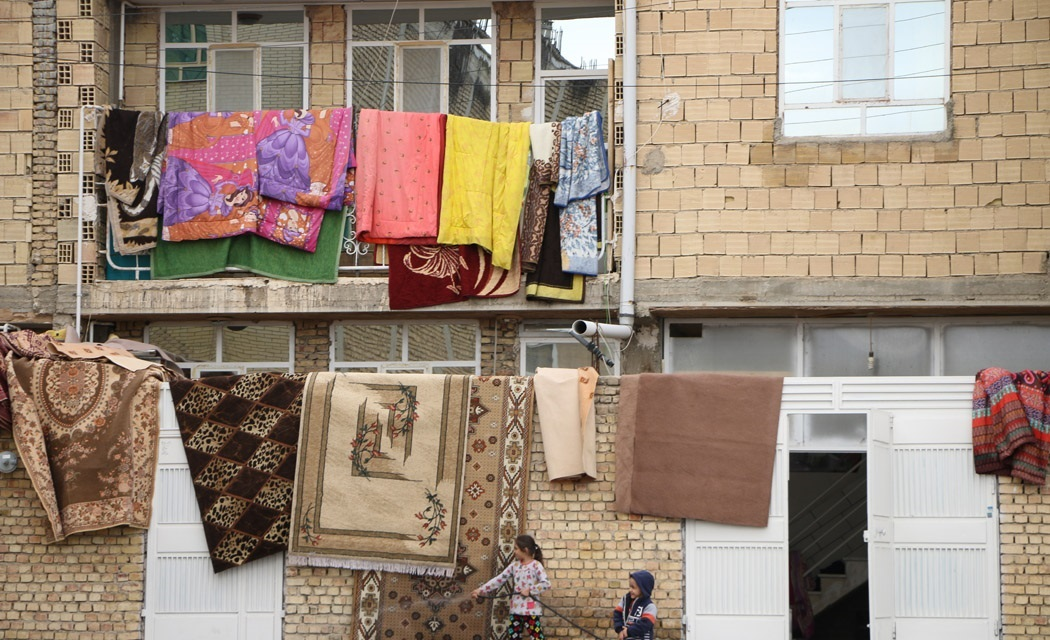
Kleden worden gereinigd, Iran, maart 2018
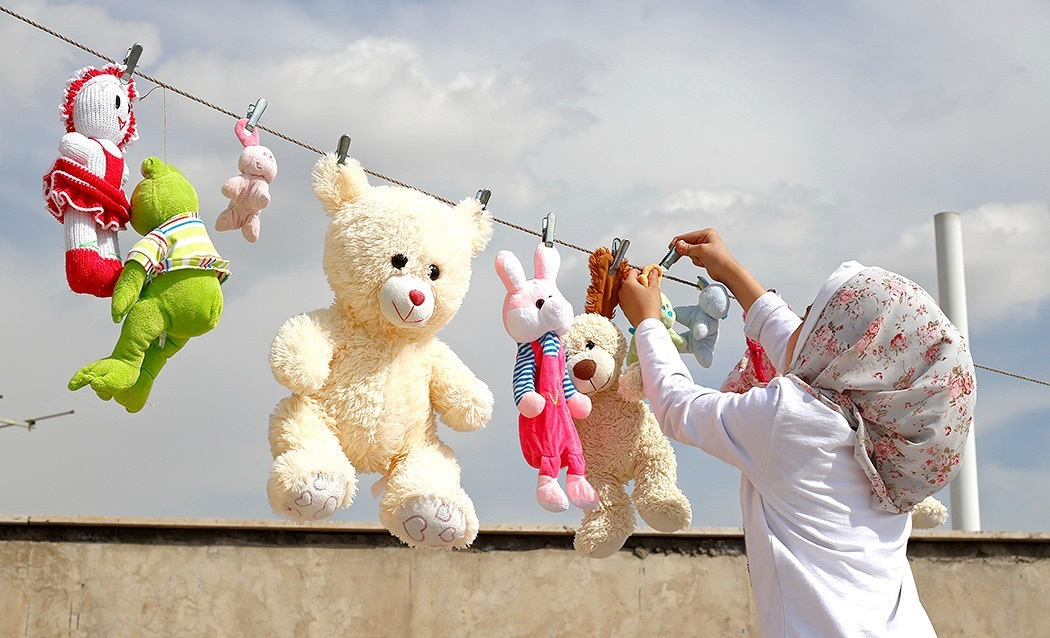
Ook knuffeldieren worden schoongemaakt, Iran, 17 maart 2018
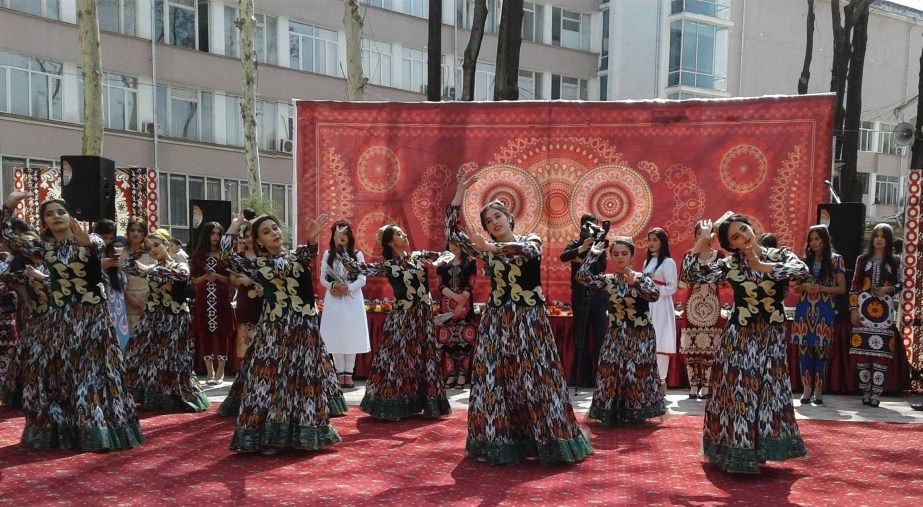
Viering van Noroez in Tadzjikistan, 2018
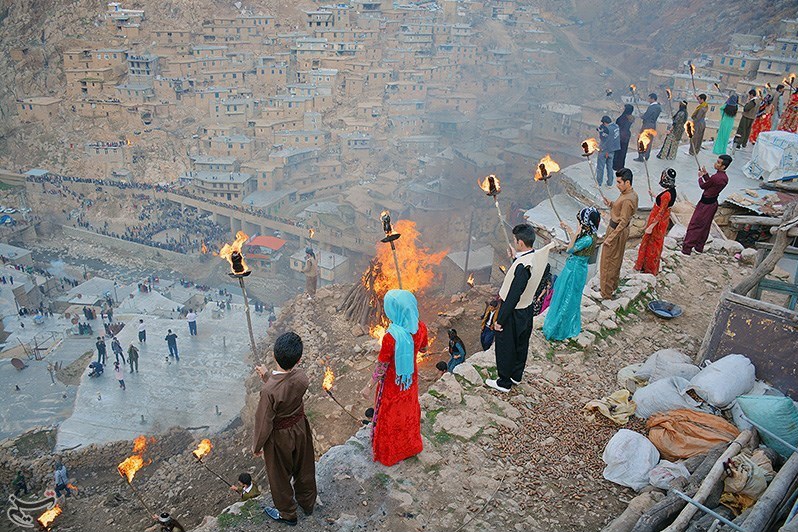
Viering van Noroez, Akre, 2017
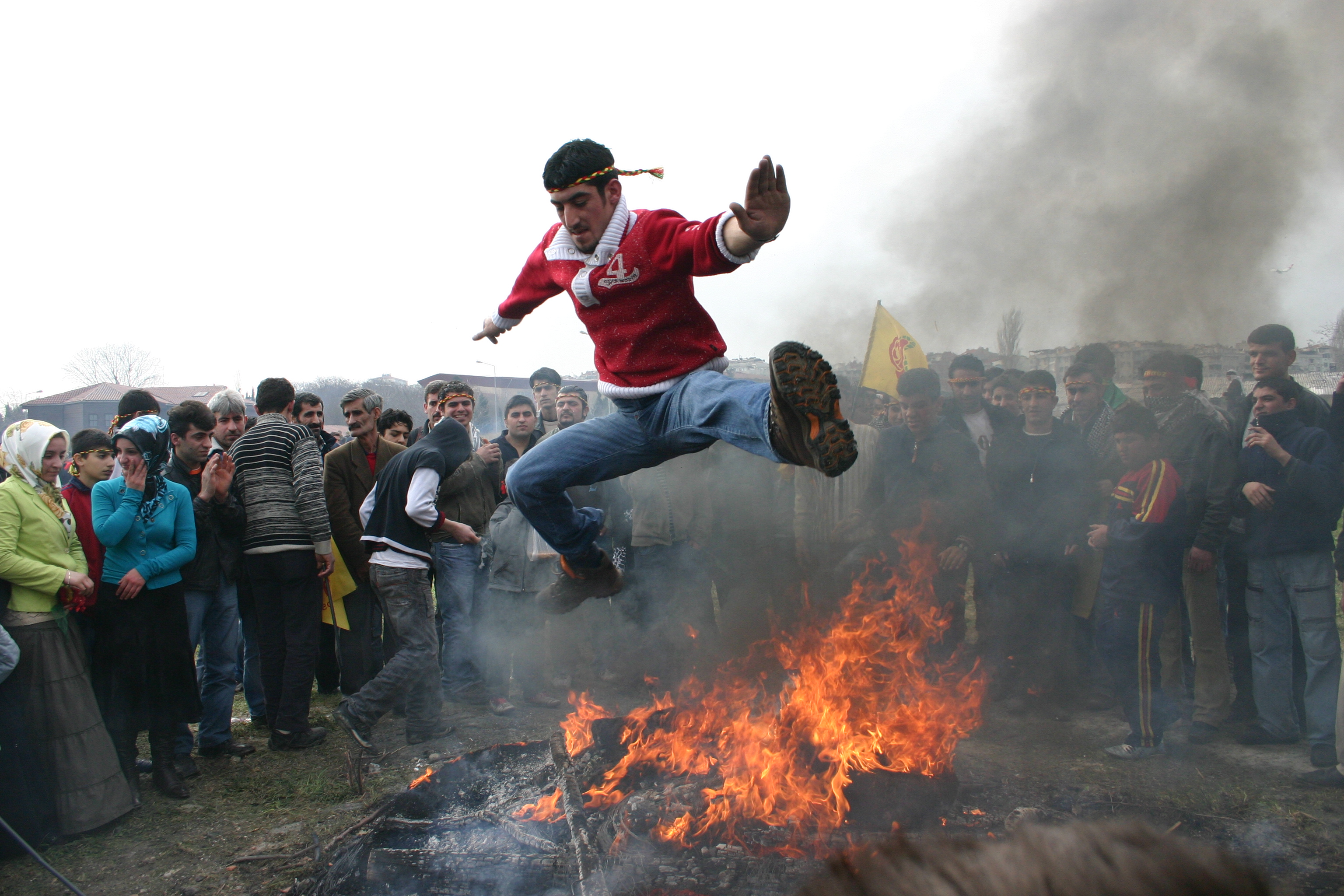
Viering van Noroez door Koerden in Istanboel, Turkije
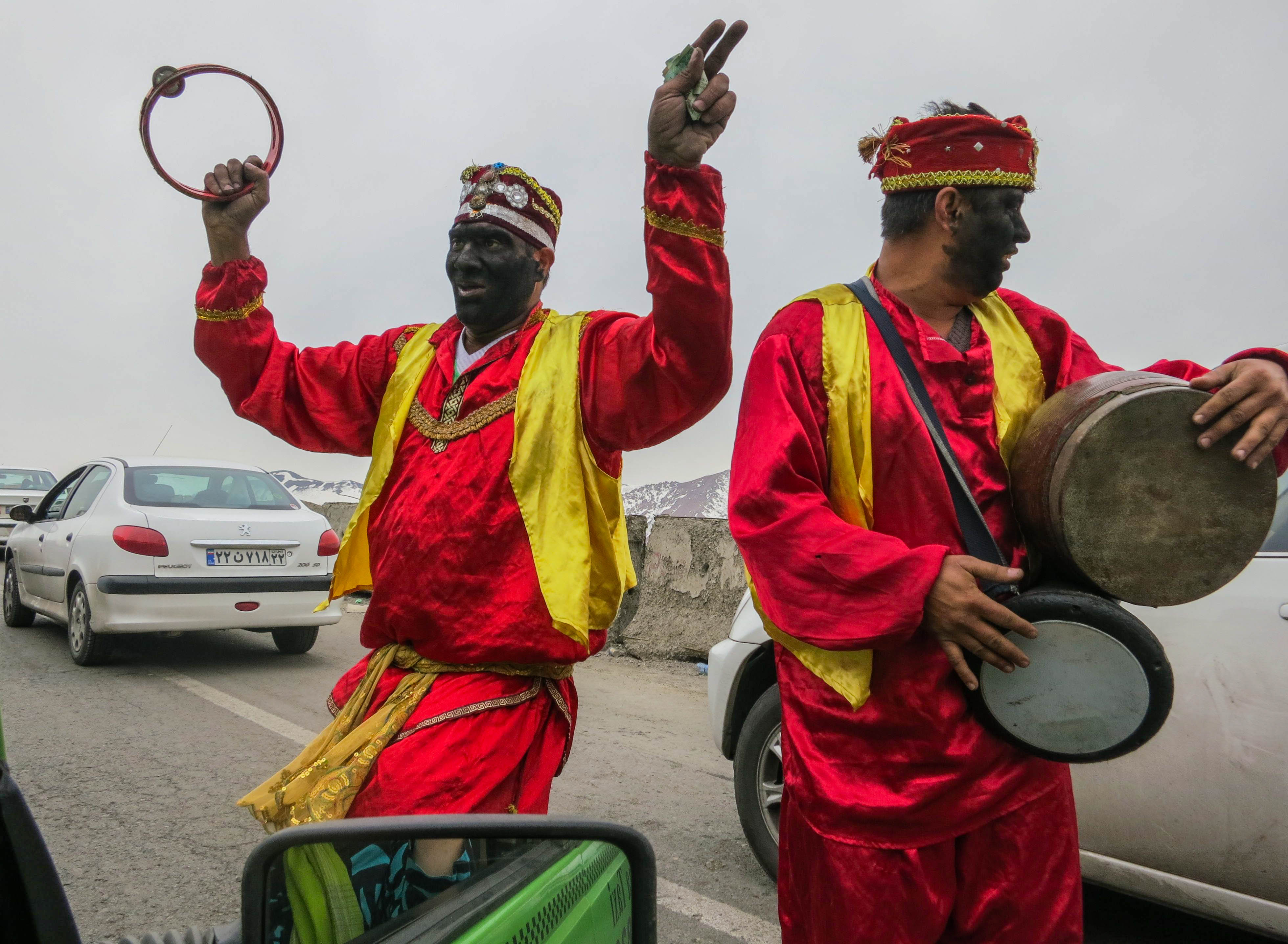
Hadji Firoez, Iran, 2013

## Haft Sin
Tijdens Noroez zijn in de huizen de Haft Sin te vinden. Haft Sin betekent letterlijk "de zeven s'en". Zeven is een heilig getal in veel volken en culturen. In de overtuiging van Zarathoestra waren er bijvoorbeeld zeven engelen. Door de eeuwen heen is de gewoonte om met Noroez zeven soorten planten of zaden te laten groeien als symbool van het opnieuw starten van het leven veranderd in het in huis hebben van zeven voorwerpen die met de Perzische letter Sin beginnen. De voorwerpen zijn:
1. sebzeh – tarwe-, gerst- of linzespruiten, groeiend in een schaal – staat voor wedergeboorte
2. semenu – een zoete pudding gemaakt van tarwekiemen – staat voor overvloed
3. sinjed – het gedroogde zoete fruit van de oleasterboom – staat voor liefde
4. sir – knoflook – staat voor genezing
5. sib – appels – staat voor schoonheid en gezondheid
6. sumak – sumakbessen – staat voor (de kleur van) zonsopkomst
7. sirke – azijn – staat voor leeftijd en geduld

Op de tafel zijn nog meer symbolische zaken te vinden. Zo worden er munten neergelegd voor voorspoed en rijkdom, een mand met beschilderde eieren voor vruchtbaarheid, een sinaasappel (de aarde) in een schaal met water (het heelal), een goudvis in een kom als symbool van het leven. Ook staat er een spiegel, als symbool (die het licht - dat als heilig wordt beschouwd - reflecteert en vermenigvuldigt), met aan weerszijden een brandende kaars voor ieder kind in de familie. De kaarsen representeren geluk.

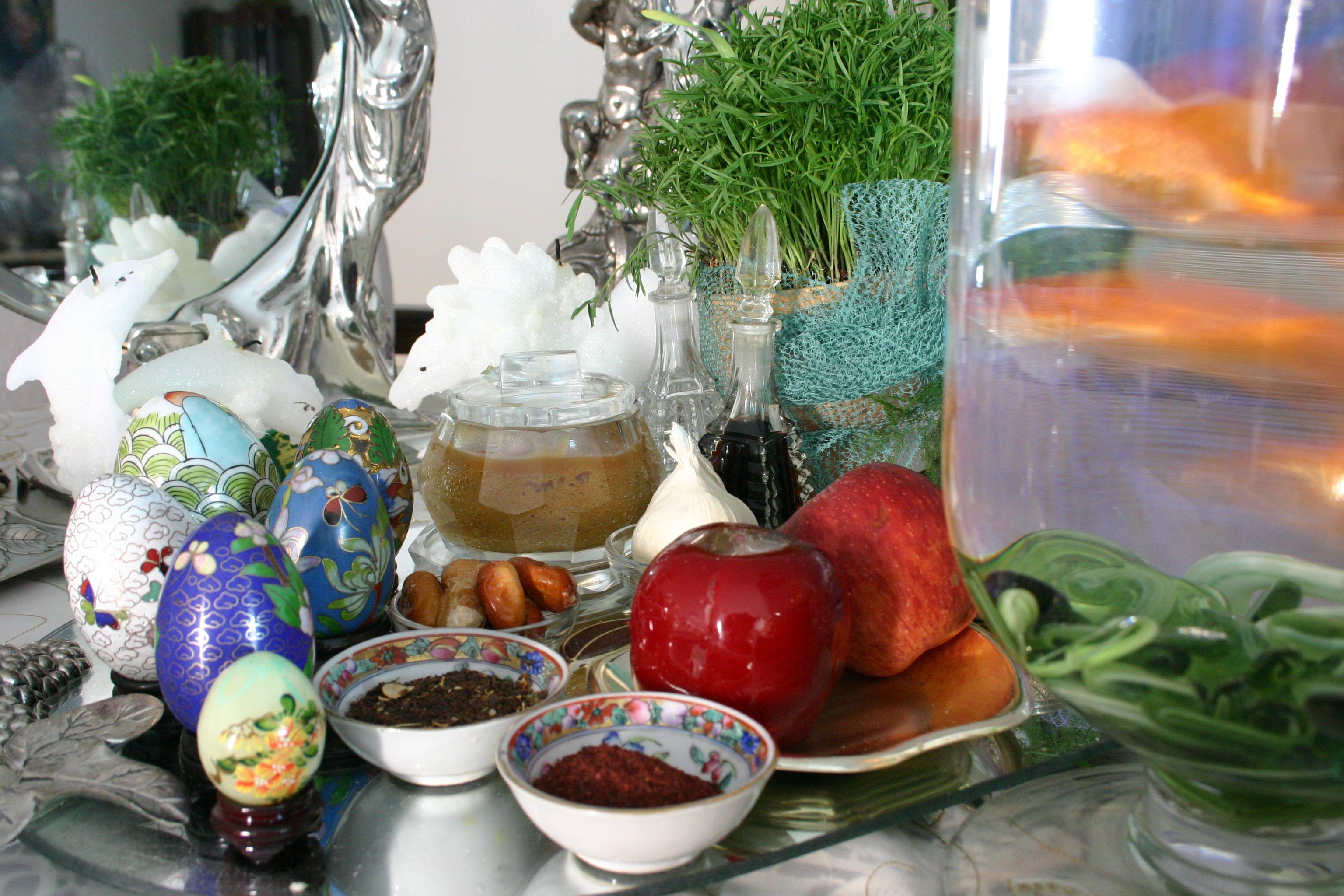
Haft Sin in Iran, maart 2004
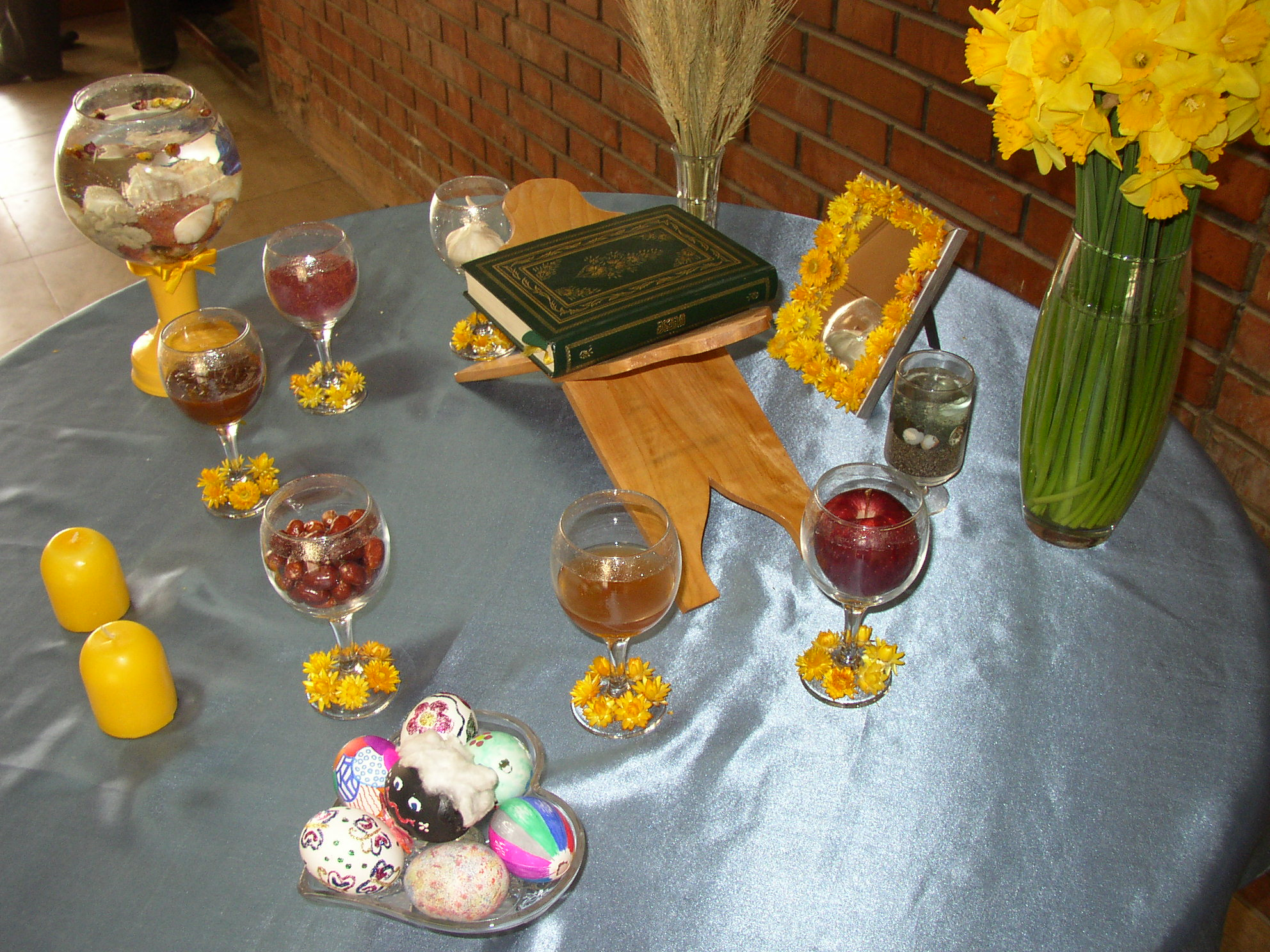
Haft Sin in Iran, maart 2006
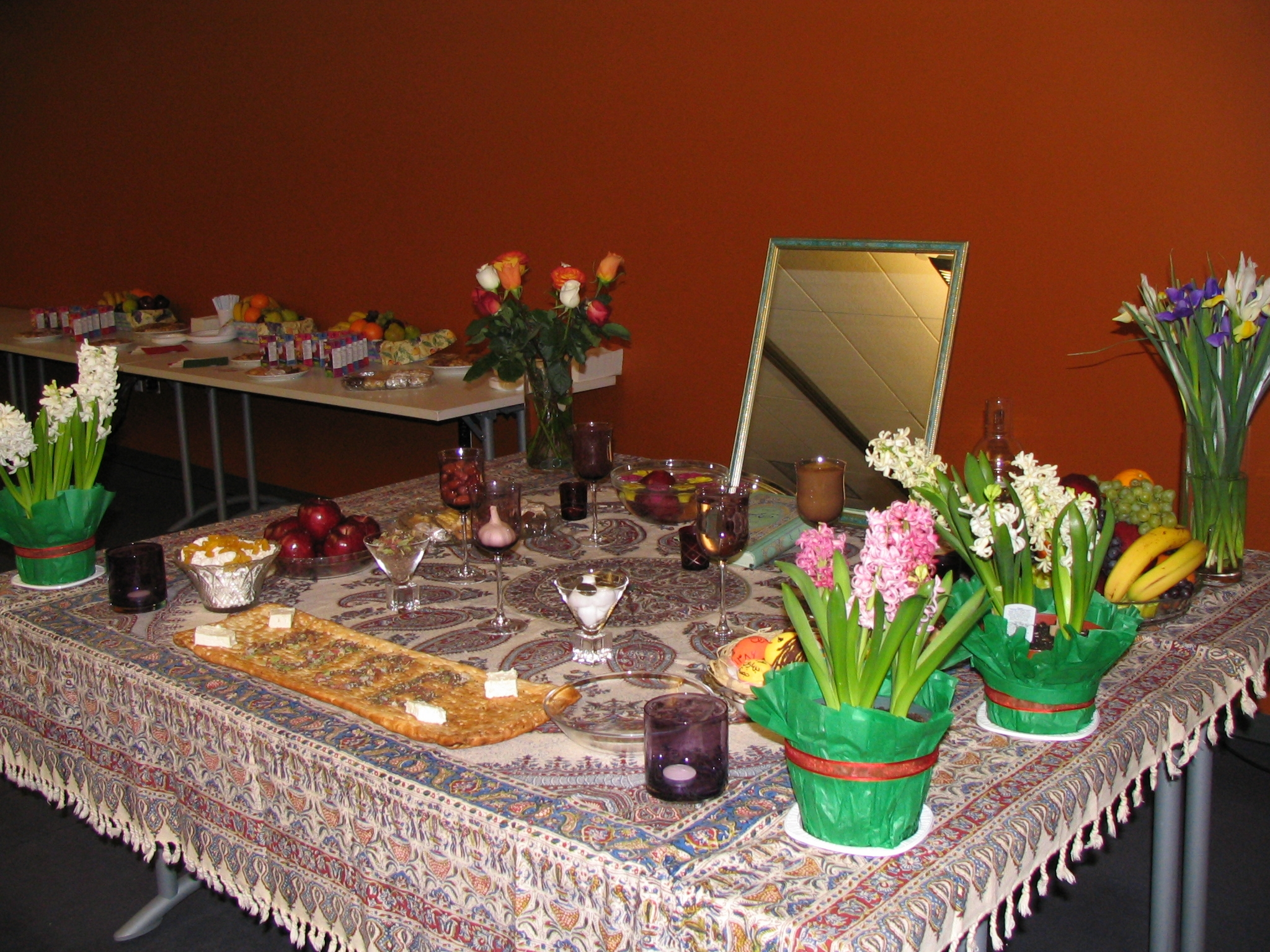
Haft Sin in Iran, 21 maart 2007
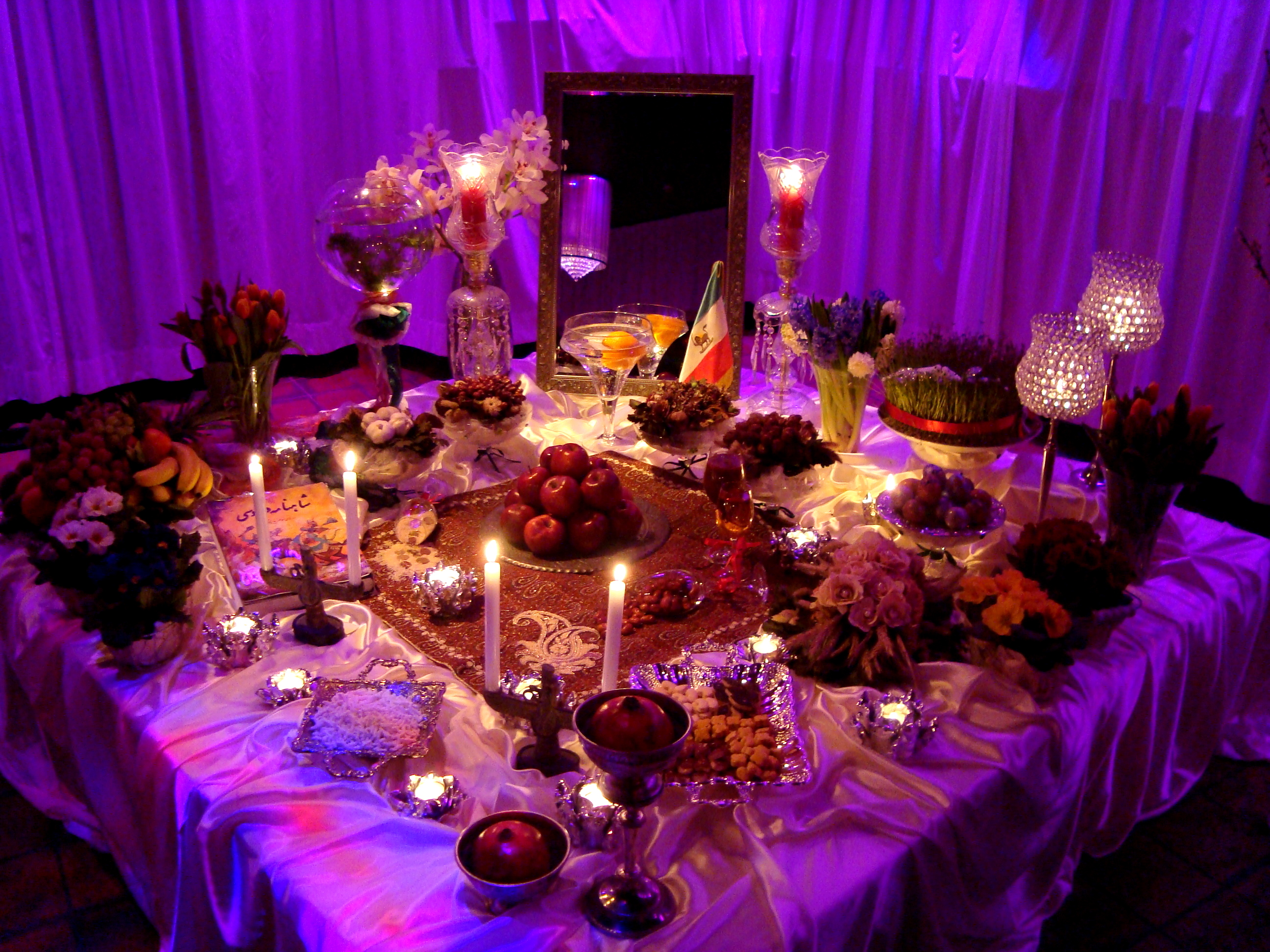
Haft Sin in Nederland,
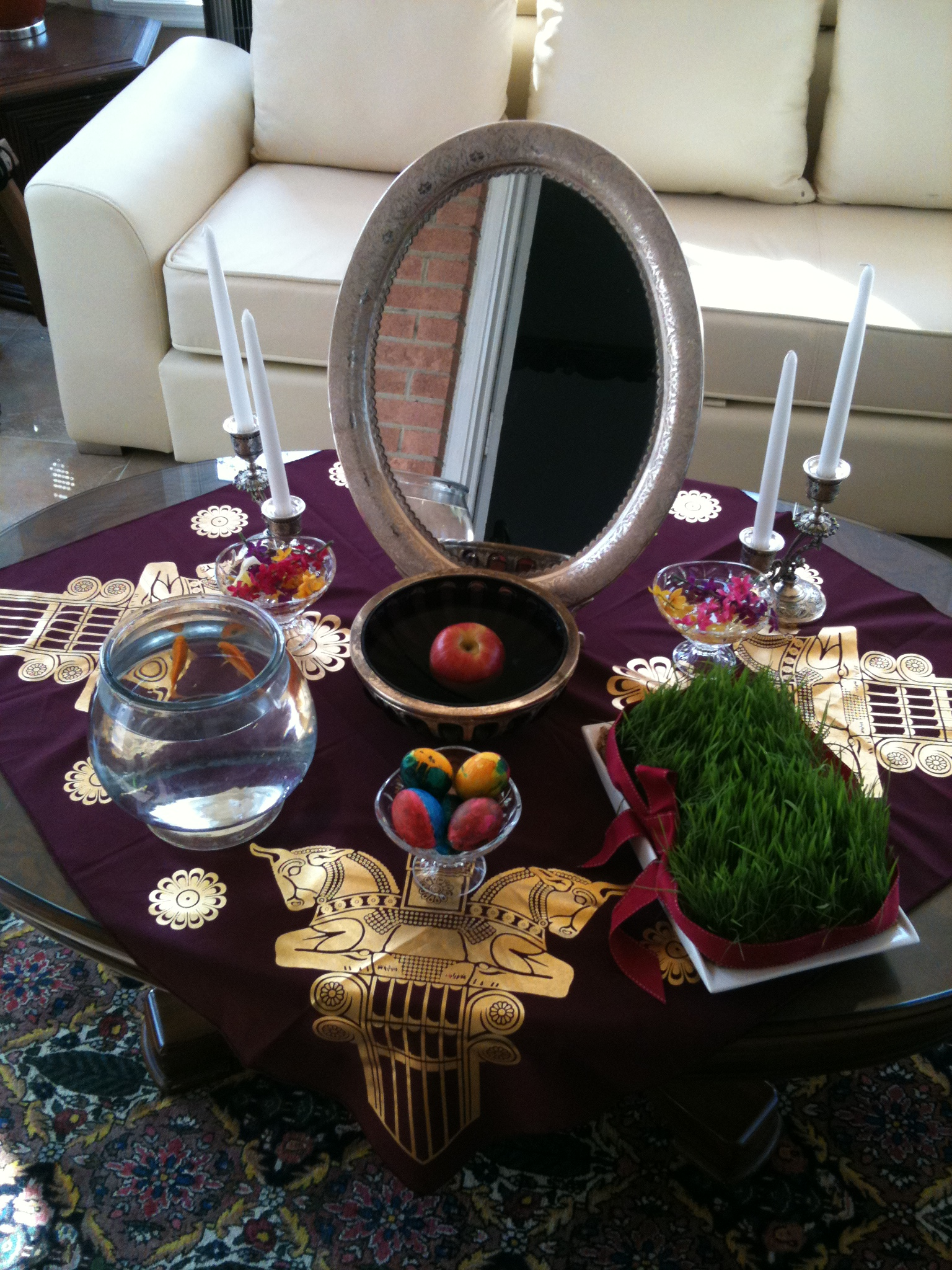
Haft Sin tafel met o.a. een spiegel, versierde eieren, goudvissen, appels, kaarsen en gerstspruiten, 20 maart 2011
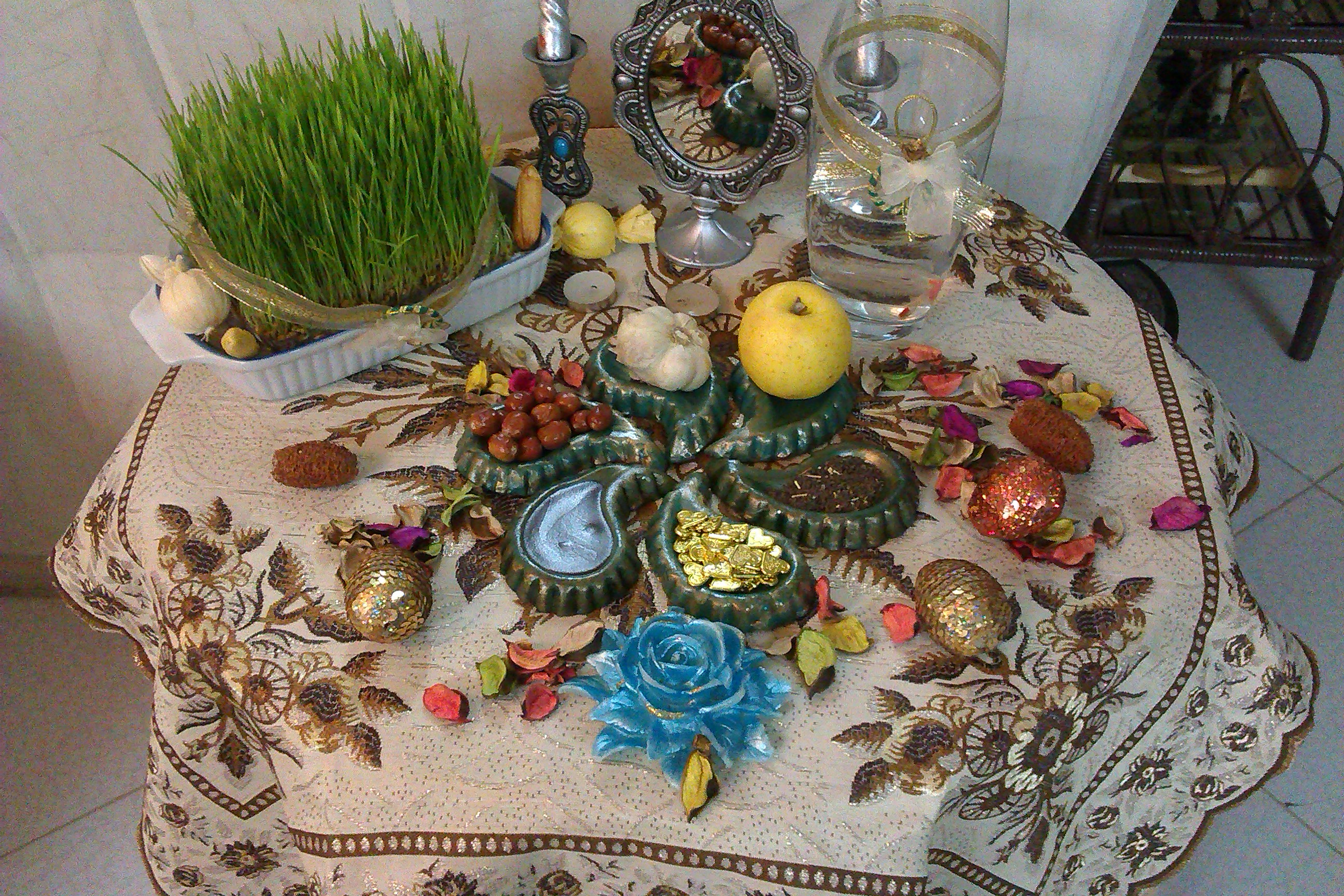
Haft Sin, Nisjapoer, 2014

Hadji Firoez is de traditionele boodschapper met het zwarte gezicht die het Noroezseizoen aankondigt, al weken voor het eind van het jaar zwerft hij in zijn rode kostuum door de straten. Als Hadji Firoez vermomde, zwart geschminkte troubadours met felgekleurde satijnen kleren lopen zingend en dansend door de straten, met tamboerijnen, trommels en trompetten, om vreugde en het nieuws van het komende nieuwe jaar te verspreiden.
Op de dertiende dag van het nieuwe jaar (Siezda Bedar) gaat men met de hele familie naar buiten om daar te picknicken. Men is van mening dat het ongeluk brengt om die dag thuis te zijn. Het liefst wordt dat gedaan met groepen familie en vrienden.